# Tetraponera tessmanni
Tetraponera tessmanni é uma espécie de formiga do gênero Tetraponera, pertencente à subfamília Pseudomyrmecinae.